# Wasyl Wirastiuk
Wasyl Jarosławowycz Wirastiuk (ukr. Васи́ль Яросла́вович Вірастю́к; ur. 22 kwietnia 1974 w Iwano-Frankiwsku) – ukraiński miotacz kulą i profesjonalny strongman. Dwukrotny Mistrz Świata IFSA Strongman w latach 2004 i 2007. Mistrz Europy IFSA Strongman 2007. Mistrz Ukrainy Strongman w latach 2000, 2001, 2002, 2003, 2005, 2006 i 2007.
Najlepszy ukraiński strongman w historii tego sportu. Jeden z najlepszych światowych siłaczy.

## Życiorys
Wasyl Wirastiuk ćwiczył piłkę nożną, pływanie oraz zapasy. W latach 1984–2000 trenował pchnięcie kulą, osiągając liczne sukcesy (medalista mistrzostw Ukrainy, reprezentant kraju na międzynarodowych zawodach seniorskich). Jego starszy brat, Roman Wirastiuk, również był kulomiotem. W 1992 r. ukończył technikum kultury fizycznej w Iwano-Frankowsku i rozpoczął dwuletnią służbę wojskową. W latach 1994–2000 pracował jako trener lekkoatletyki w towarzystwie sportowym Ukraina. Od 2000 r. pracował w ochronie firmy Koncern Halnaftohaz we Lwowie i tam mieszkał.
Wirastiuk jest niezwykle silnym człowiekiem, o doskonałych dla strongmana warunkach fizycznych. Pierwszy raz wystartował w zawodach siłaczy w 1997 r., a od 1999 r. występuje już regularnie. Porzucił pchnięcie kulą i poświęcił się całkowicie zawodom strongman. W 2001 r. zadebiutował na zawodach międzynarodowych.
Wziął udział pięciokrotnie w elitarnych zawodach siłaczy Arnold Strongman Classic, w latach 2004, 2005, 2006, 2007 i 2008. W latach 2005, 2006 i 2007 trzykrotnie zajął w nich drugie miejsce, ustępując jedynie Litwinowi Žydrūnasowi Savickasowi.
Uczestniczył dwukrotnie w indywidualnych Mistrzostwa Europy IFSA Strongman. W roku 2005 nie mógł ukończyć zawodów z powodu kontuzji. W 2007 r. wygrał te zawody, jednak nie wziął w nich wówczas udziału Žydrūnas Savickas.
Jest zrzeszony w federacji IFSA i obecnie sklasyfikowany na 3. pozycji.
Żona Wasyla Wirastiuka, Swietłana, była zawodniczką fitness. Zginęła tragicznie w wieku 28 lat, 2 stycznia 2006 r. we wschodniej Turcji, w górskim kurorcie Palandöken. Podczas jazdy na nartach została zasypana lawiną.
Wasyl Wirastiuk mieszka w Kijowie. Ma syna, Adama (ur. 2003).

## Mistrzostwa Świata Strongman
Wasyl Wirastiuk wziął pięciokrotnie udział w indywidualnych Mistrzostwach Świata Strongman, w latach 2003, 2004, 2005 (IFSA), 2006 (IFSA) i 2007 (IFSA), za każdym razem osiągając wybitne wyniki.
Zadebiutował na Mistrzostwach Świata Strongman 2003 w Zambii. W rundach kwalifikacyjnych zajął drugie miejsce, przegrywając jedynie z bardzo silnym i bardzo doświadczonym kanadyjskim siłaczem, Hugo Giradem, za to wygrywając znacznie z pozostałymi czterema zawodnikami ze swej grupy. Ostatecznie, w finale, pokonał Hugo Girarda oraz byłego mistrza świata, Magnusa Samuelssona. Został pokonany jedynie przez Mariusza Pudzianowskiego oraz nieznacznie przez Žydrūnasa Savickasa i w swym pierwszym występie na mistrzostwach świata zdobył tytuł Drugiego Wicemistrza Świata Strongman 2003.
W swym drugim występie na Mistrzostwach Świata Strongman 2004, na Bahamach, w rundach kwalifikacyjnych oraz w finale zajął pierwsze miejsce, zdobywając dla Ukrainy pierwszy w historii tytuł Mistrza Świata Strongman.
W kolejnym, 2005 r., w wyniku braku porozumienia w światowym sporcie strongman, wziął udział w Mistrzostwach Świata IFSA Strongman 2005, rozgrywanych w Kanadzie. Uległ tam jedynie Žydrūnasowi Savickasowi i do swych tytułów mistrzowskich dopisał kolejny, tym razem Wicemistrza Świata IFSA Strongman 2005.
W roku 2006, na Islandii, w Mistrzostwach Świata IFSA Strongman 2006, ponownie wywalczył tytuł Drugiego Wicemistrza Świata IFSA Strongman.
W swych ostatnich do tej pory Mistrzostwach Świata IFSA Strongman 2007 wziął odwet za rok wcześniejszy i pokonał obu lepszych zawodników z poprzednich mistrzostw, po raz drugi stojąc na podium jako Mistrz Świata Strongman, tym razem federacji IFSA.
Klasyfikacja w indywidualnych Mistrzostwach Świata Strongman:
| Rok     | 2003 | 2004 | 2005 IFSA | 2006 IFSA | 2007 IFSA |
| ------- | ---- | ---- | --------- | --------- | --------- |
| Pozycja |      |      |           |           |           |

Wasyl Wirastiuk wziął udział sześciokrotnie w Drużynowych Mistrzostwach Świata Strongman, w latach 2003, 2004, 2005, 2006, 2007 i 2008.
Klasyfikacja w Drużynowych Mistrzostwach Świata Strongman:
| Rok     | 2003 | 2004 | 2005 | 2006 | 2007 | 2008 |
| ------- | ---- | ---- | ---- | ---- | ---- | ---- |
| Pozycja |      |      |      |      |      |      |

Wymiary:
- wzrost 191 cm
- masa ciała 145–156 kg
- biceps 50 cm
- klatka piersiowa 145 cm
- udo 84 cm

Rekordy życiowe:
- przysiad 350 kg x 2
- wyciskanie 225 kg
- martwy ciąg 330 kg

## Osiągnięcia strongman
- 2000
  - 1. miejsce – Mistrzostwa Ukrainy Strongman
- 2001
  - 1. miejsce – Mistrzostwa Ukrainy Strongman
- 2002
  - 1. miejsce – Mistrzostwa Ukrainy Strongman
- 2003
  - 6. miejsce – Super Seria 2003: Oahu
  - 8. miejsce – Super Seria 2003: Hawaje
  - 1. miejsce – Mistrzostwa Ukrainy Strongman
  - 1. miejsce – Drużynowe Mistrzostwa Świata Strongman
  - 3. miejsce – Mistrzostwa Świata Strongman 2003, Zambia
  - 2. miejsce – Drugie zawody Polska kontra Reszta Świata
- 2004
  - 6. miejsce – Arnold Strongman Classic, USA
  - 3. miejsce – Super Seria 2004: Moskwa
  - 2. miejsce – Mistrzostwa World Muscle Power
  - 1. miejsce – Drużynowe Mistrzostwa Świata Strongman
  - 1. miejsce – Mistrzostwa Świata Strongman 2004, Bahamy
  - 1. miejsce – Pierwsze zawody Polska kontra Ukraina
  - 4. miejsce – Super Seria 2004: Göteborg
- 2005
  - 2. miejsce – Arnold Strongman Classic
  - 1. miejsce – Mistrzostwa Ukrainy Strongman
  - 2. miejsce – Drużynowe Mistrzostwa Świata Strongman 2005
  - 17. miejsce – Mistrzostwa Europy IFSA Strongman 2005 (kontuzjowany)
  - 2. miejsce – Mistrzostwa Świata IFSA Strongman 2005, Kanada
- 2006
  - 2. miejsce – Arnold Strongman Classic
  - 1. miejsce – Mistrzostwa Ukrainy Strongman
  - 1. miejsce – Drużynowe Mistrzostwa Świata Strongman 2006, Ukraina
  - 2. miejsce – Puchar Świata Siłaczy 2006: Wiedeń
  - 3. miejsce – Mistrzostwa Świata IFSA Strongman 2006, Islandia
- 2007
  - 2. miejsce – Arnold Strongman Classic
  - 1. miejsce – Mistrzostwa Ukrainy Strongman
  - 1. miejsce – Mistrzostwa Europy IFSA Strongman 2007
  - 1. miejsce – Drużynowe Mistrzostwa Świata Strongman 2007, Ukraina
  - 1. miejsce – Mistrzostwa Świata IFSA Strongman 2007, Korea Południowa
- 2008
  - 10. miejsce – Arnold Strongman Classic (kontuzjowany)
  - 3. miejsce – Drużynowe Mistrzostwa Świata Strongman 2008, Ukraina